# Trezevant, Tennessee
Trezevant, Tennessee (енгл. Trezevant) град је у америчкој савезној држави Тенеси.

## Демографија
По попису из 2010. године број становника је 859, што је 42 (-4,7%) становника мање него 2000. године.
| Група             | 2000.       | 2010.       |
| Белци             | 765 (84,9%) | 715 (83,2%) |
| Афроамериканци    | 120 (13,3%) | 110 (12,8%) |
| Азијати           | 0 (0,0%)    | 1 (0,1%)    |
| Хиспаноамериканци | 15 (1,7%)   | 21 (2,4%)   |
| Укупно            | 901         | 859         |